# ГЕС Тімпагранде
ГЕС Тімпагранде (італ. Centrale idroelettrica di Timpagrande) — гідроелектростанція на півдні Італії в історичному регіоні Калабрія. Знаходячись між ГЕС Орічелла та ГЕС Калузія, входить до каскаду ГЕС, створеного в 1922—1931 роках у сточищі річки Нето (тече на схід та впадає в Іонічне море за 10 км північніше Кротоне).
Відпрацьована на ГЕС Орічелла вода потрапляє у створений на Амполліно (права притока Нето) нижній балансуючий резервуар. В останній також виведений тунель від водозабірної греблі на Нето, спорудженої нижче від впадіння іншої правої притоки Арво. Накопичений таким чином ресурс подається далі через головний дериваційний тунель завдовжки 4 км та діаметром 3 метри, який переходить у напірний водогін до машинного залу, розташованого вже на березі Нето.
Зал первісно було обладнано чотирма турбінами типу Пелтон (дві по 24,5 МВт та дві по 13 МВт), які в 1960-му доповнили п'ятою потужністю 75 МВт. У 1980-х роках станція пройшла ще одну модернізацію, після якої на ній працюють три турбіни зазначеного типу загальною потужністю 213,5 МВт, які використовують напір у 539 метрів.